# Васила Матова
Васила Матова е български революционерка, стружка деятелка на Вътрешната македоно-одринска революционна организация.

## Биография
Васила Матова е родена в град Струга, тогава в Османската империя. Жена е на Яким Матов. Влиза във ВМОРО. Служи като куриерка на организацията. Участва в изработката на Стружкото революционно знаме на Стружкия революционен район и е негова укривателка в критични времена. Домът ѝ служи за склад на оръжия, които тя пренася и раздава на четите.